# Chameleons Vokalensemble
Das Chameleons Vokalensemble ist ein gemischter Chor und kommt aus St. Leonhard am Forst in Niederösterreich. Das Ensemble als Verein umfasst 23 aktive Sänger, 21 außerordentliche Mitglieder und 4 Ehrenmitglieder.

## Geschichte
Im Jahre 1984 nannte sich das Vokalensemble noch „Der Jugendchor aus St. Leonhard am Forst“ und hat unter der Obhut der Katholischen Jugend gewirkt und gesungen. Die Chormitglieder nannten sich damals selbst des Öfteren „Dschi Dsche-i and the Wishers“ – sozusagen frei nach dem Rufnamen des Chorleiters und Gründungsmitgliedes Franz „Dschi Dsche-i“ Hörmann.
Die Lieder des Jugendchors aus St. Leonhard am Forst waren damals nicht nur kirchlich-chorisch interpretiert, sondern auch im größeren Umfang für private und öffentliche Feierlichkeiten und Konzerte ausgerichtet, obwohl die Schwerpunkte der Auftritte noch im kirchlichen Umfeld, wie bei Messen, Hochzeiten und Taufen sowie im Gemeindeleben zu finden waren.
Der Jugendchor entschloss sich 1990 einen eigenständigen Weg zu gehen und gründete einen eigenen Verein. Noch bis 1994 nannte sich das Ensemble um Franz „Dschi Dsche-i“ Hörmann „Der Jugendchor von St. Leonhard am Forst“. Der Liederschatz reichte damals von rhythmischen Messen, Popularmusik, Jazz bis Rock; von Gospel und Spirituals bis traditioneller volkstümlicher Musik; von Gstanzln bis Hitparade; von deutschsprachigen Liedern bis internationale multisprachliche Interpretationen.
Dieses Repertoire führte zur Namensänderung. Der Name „Chameleons“ sollte zum einen den Drang auf Eigenständigkeit und musikalische Flexibilität und zum anderen – mit dem in diesem Namen beinhalteten Wortteil „leon“ – die geografischen Wurzeln des Chors aus dessen Heimatgemeinde St. Leonhard am Forst miteinander vereinen, deshalb auch die Schreibweise mit zwei „e“-Selbstlauten im Wort „Chameleon“ im Gegensatz zum tierischen „Chamäleon“ – das übrigens seit dem Jahre 1994 das bildliche Markenzeichen und Maskottchen des Vokalensembles ist. Seither gilt für das „Chameleons Vokalensemble“ auch die Kurzbezeichnung „Die Chameleons“.
Die Chameleons absolvierten auf Einladung Konzerte in Ungarn, Polen, Deutschland, Frankreich, Tschechien, Slowakei, Spanien, Bulgarien und Belgien. Mit Auftritten und Konzerten im Wiener Stephansdom, Stift Melk, Stift Göttweig, Stift Seitenstetten, Stift Lilienfeld, Stift Herzogenburg und im St. Pöltner Dom traten sie auf Bühnen aus dem kirchlichen Umfeld auf, deren Wurzeln die Chameleons trotz Eigenständigkeit nie verlassen haben. Neben den kirchlichen Messgestaltungen und den eigenen Konzerten wurden auch Rahmenprogramme zu Weihnachts- und Adventmärkten wie u. a. im Palais Niederösterreich – Altes Landhaus Niederösterreich in Wien, Gemeinden-, Vereins- und Firmenfeierlichkeiten gestaltet, sowie Hochzeiten, Jubiläen, Begräbnisse und Taufen gesanglich begleitet.
Pro Jahr erreicht das Chameleons Vokalensemble durch deren Konzert- und Gesangsaktivitäten rund 8.000 bis 10.000 Zuhörer bei Bühnenauftritten, Konzerten und Liederabenden.

## Leitung

### Musikalische Leitung
Für die gesangliche und musikalische Leitung des Chors zeichnet seit der Gründung im Jahre 1984 Franz Hörmann verantwortlich. Er komponiert und arrangiert auch eigene Lieder mit dem Chameleons Vokalensemble. Chorleiter Hörmann ist Musikschullehrer und legte im Juni 2010 erfolgreich die Lehrbefähigungsprüfung am Franz-Schubert-Konservatorium in Wien ab und ist hiermit auch Instrumental- und Gesangspädagoge für Jazzgesang, -komposition und -arrangement.

### Organisatorische Leitung
Martin Neuhauser (Obmann in den Jahren 1990–2000)
Eveline Halmer (Obfrau in den Jahren 2000–2009)
Heidemarie Zeilinger (Obfrau seit dem Jahre 2009)
Alle genannten organisatorischen Mitglieder des Vorstandes sind auch aktive Sänger des Ensembles.

## Konzertserie Churchtour und Chameleons On Tour 2009–2016
Über ein Jahr hinweg fand die Konzertserie „Churchtour 2009/10“ statt.
Dabei wurden sonntägliche Messen in den Pfarrkirchen des Mostviertels und Niederösterreichs gestaltet und anschließend ein Kurzkonzert in den Kirchen zu geben.
Die „Churchtour“ führte das Ensemble nach Ybbs an der Donau, Loosdorf, in die Krankenhauskapelle St. Pölten, nach Kirchberg an der Pielach, Kilb, Purgstall, Oberndorf an der Melk, Wieselburg und Weinburg.
Die Churchtour wurde später noch zur „Stifte- und Klöstertour“ ausgeweitet und führte die Chameleons gesanglich in die Stifte Göttweig, Seitenstetten, Herzogenburg und Lilienfeld. Die für diese Konzertserie einstudierten Lieder wurden auf der gleichnamigen CD „Churchtour 09“ veröffentlicht. Es folgte eine weitere CD "Churchtour 14" und Konzerte in der Burgarea Reinsberg im Sept. 2016 sowie zwei ausverkaufte Konzerte in der Tischlerei Melk im Nov 2016. Ebenfalls 2016 erscheint die 2. Weihnachts CD "X-Mas 2 – Fröhliche Weihnachten"
Im Herbst 2016 nahmen sie an der ORF-Show Die große Chance der Chöre teil.

## Nachwuchsförderung
In den Jahren 2000 bis 2007 organisierte das Chameleons Vokalensemble das „Newcomer Festival“ für Nachwuchsmusiker und -bands.
Das Nachwuchsevent „Newcomer Festival“ ist seit der erstmaligen Durchführung im Jahre 2000 gewachsen und über die regionalen Grenzen Niederösterreichs hinaus europaweit bekannt geworden. Bei der vorläufig letzten Veranstaltung des „Newcomer Festivals“ im Jahr 2007 hatten sich über 330 Bands und Musiker aus Italien, Deutschland, Österreich, Slowenien, Belgien, Ungarn, Holland und der Schweiz mit über 580 Musiktiteln beworben. Die Gewinner des Events bekamen Studioproduktionen und Liveauftritte bei anderen österreichischen musikalischen Großereignissen.
Die Jury des „Newcomer Festivals“ war mit Prominenz aus der österreichischen Musikszene besetzt, unter anderen mit Thomas Rabitsch, Walter Grassmann, Luzia Nistler, Andy Baum, Peter Legat, Reinhard Theiser, Rens Newland, Ludwig „Wickerl“ Adam, Richard Oesterreicher, Erwin Bros, Ines Reiger, Richard Hörmann und Rene Voak.
Neben dem „Newcomer Festival in St. Leonhard am Forst“ gibt das Chameleons Vokalensemble Nachwuchstalenten, Nachwuchsbands und Nachwuchssängern sowie jungen Interpreten aus Musikschulen die Möglichkeit, in das musikalische Rahmenprogramm der Chameleons mit eingebunden zu werden. Diese Auftritte werden unter dem Namen „Chameleons & Friends“ vorangekündigt. Seit 2016 gestalten sie auch die Benefiz Veranstaltung auf der Schallaburg "Die Guten Saiten des Lebens" mit, deren Reinerlös karitativen Institutionen im Bezirk Melk und Umgebung zukommt.

## Diskografie
- Merry Xmas – Frohe Weihnachten (2008), GESA Musikproduktion, CD40263,  2008 EAN 9008798159079
- Churchtour 09, GESA Musikproduktion, CD40266,  2009   EAN 9008798159116
- Churchtour 14, Hörmann Records AT-F46   EAN 9008798159130
- X-Mas 2 Fröhliche Weihnachten (2016), Hörmann Records AT-F46   EAN 9008798159086